# Cleora quadrimaculata
Cleora quadrimaculata là một loài bướm đêm trong họ Geometridae.